# El cas de Thomas Crown
 El cas de Thomas Crown (original: The Thomas Crown Affair) és una pel·lícula estatunidenca dirigida per Norman Jewison, estrenada el 1968 i doblada al català.

## Argument
Thomas Crown, un multimilionari divorciat, al capdavant d'un gran banc de Boston, considera que la seva vida de ric ja no li suposa cap satisfacció. Per tal de sentir de nou l'esgarrifança de l'aventura, prepara minuciosament, amb nou còmplices que no es coneixen i que només es trobaran una vegada, un fabulós robatori, que deixarà la policia perplexa. El seu propi banc li sembla que serà el millor indret per a les seves proeses.
El cop surt a la perfecció. Mentre que la investigació portada pel comissari Malone està encallada, Thomas amaga el botí a Suïssa. Descobreix aleshores que la companyia de seguretat del seu banc li ha enviat una temible investigadora, l'encisadora i sagaç Vicky Anderson.

## Repartiment
- Steve McQueen: Thomas Crown
- Faye Dunaway: Vicki Anderson
- Paul Burke: inspector principal Edward 'Eddy' Malone
- Jack Weston: Erwin Weaver
- Gordon Pinsent: Jamie McDonald
- Yaphet Kotto: Carl
- Biff McGuire: Sandy
- Addison Powell: Abe
- Astrid Heeren: Gwen
- Sydney Harmus: Arnie
- Richard Bull: Un guarda
- Peg Shirley: Honey
- Patrick Horgan: Danny
- Carol Corbett: Miss Sullivan
- Tom Rosqui: el detectiu privat
- Michael Shillo: el banquer suís
- Nora Marlowe: Marcie
- Sam Melville: Dave
- Ted Gehring: Marvin
- Paul Verdier: l'ascensorista
- Judy Pace: la noia bonica
- Bruce Glover: el director del banc
- Allen Emerson: Don
- Todd Martin: Benjy
- Nikita Knatz: la dibuixant

## Rodatge
El director de la pel·lícula havia descobert en una exposició a Mont-real una novetat anomenada split screen (pantalla dividida en diverses pantalles més petites). Ha volgut utilitzar, per primera vegada, aquest procediment en aquesta pel·lícula de ficció per mostrar diverses accions al mateix temps. Richard Fleischer l'imitarà, el mateix any amb L'estrangulador de Bòston.
Una de les escenes de culte de la pel·lícula és l'escena del petó entre Steve McQueen i Faye Dunaway, el més llarg petó del cinema, en aquell temps, 55 segons. El rodatge d'aquesta escena va durar més de vuit hores durant diversos dies.
Una altra escena famosa és la del joc d'escacs. McQueen i Dunaway juguen a escacs, flirtejant silenciosament l'un amb l'altre amb mirades i frecs.
La vil·la de Thomas Crown, utilitzada pel rodatge, se situa a Vernon Street, al barri Beacon Hill de Bòston. El cementiri en el qual és roda l'última escena i la del dipòsit del rescat és situat a Cambridge. A més a més, una escena mostra Thomas Crown i Vicky passejant-se pel cementiri de Copp's Hill, un dels més antics cementiris de Boston.

## Repartiment
Pel paper de Thomas Crown, Sean Connery va ser proposat pel paper però va declinar l'oferta. Decisió que dirà haver lamentat més tard. El paper li va tocar a Steve McQueen, que dirà del paper que és el seu favorit.
Anouk Aimée va ser preseleccionada per Norman Jewison pel paper de Vicki Anderson, però l'actriu refusa el paper. El cineasta pensa llavors en Eva Marie Saint, amb qui havia treballat a la pel·lícula The Russians Are Coming the Russians Are Coming el 1966. Canvia d'opinió ràpidament i es fixa en Faye Dunaway, la carrera de la qual acabava d'explotar gràcies al seu paper mític a Bonnie And Clyde.

## Banda sonora
La música és de Michel Legrand. Rep per a aquesta pel·lícula l'Oscar a la millor banda sonora el 1969. Hom hi pot sentir The Windmills of Your Mind (traduïble per Els molins de vent del teu esperit) cantada per Noel Harrison. Aquesta última s'ha convertit en un «estàndard» i serà fins i tot recuperada pel grup pop Vanilla Fudge.

## Al voltant de la pel·lícula
- Es va rodar un remake el 1999 per John Mctiernan amb Pierce Brosnan en el paper de Steve McQueen, Rene Russo en el paper de Faye Dunaway. Faye Dunaway hi manté un petit paper en aquest remake: el de la psicoanalista de Thomas Crown, que consulta entre dos crims.
- El Rolls-Royce negre utilitzat a la pel·lícula va ser encarregat el 1967 per Jerry Bresler, (productor de pel·lícules a Hollywood. Es tractava d'un cupè Silver Shadow Mulliner Park Ward que duia el número de xassís CRX2672. Fou venut després a Sharon Simons i repintat l'any 2000 de color Oxford Blue, després va ser subhastat (a través de Bonhams). El cotxe es troba avui dia exposat al Petersen Automotive Museum.

## Premis i nominacions

### Premis
- 1969. Oscar a la millor cançó original per Michel Legrand (música), Alan i Marilyn Bergman (lletres) amb "The Windmills of Your Mind"
- 1969. Globus d'Or a la millor cançó original per Michel Legrand (música), Alan Bergman (lletres) i Marilyn Bergman (lletres) amb "The Windmills of Your Mind"

### Nominacions
- 1969. Oscar a la millor banda sonora per Michel Legrand
- 1969. Globus d'Or a la millor banda sonora per Michel Legrand